# Kākāpō Nunatak
Der Kākāpō Nunatak ist ein 1200 m hoher Nunatak auf der antarktischen Ross-Insel. Er ist der südlichere zweier 500 m auseinanderliegender Nunatakker in der Gruppe der Kea-Nunatakker und ragt 5,5 km nordnordöstlich des Gipfels von Mount Bird und unmittelbar südwestlich des Takahē Nunatak auf.
Das New Zealand Geographic Board benannte den Nunatak im Jahr 2000 nach dem Kakapo, dem neuseeländischen Eulenpapagei.